# Justicia kuestera
Justicia kuestera es una especie de planta floral del género Justicia, familia Acanthaceae.
Es nativa de Assam, India.